# Calyptra lata
Calyptra lata là một loài bướm đêm thuộc họ Noctuidae. Nó được tìm thấy ở Nhật Bản và far-Đông Nga. Ấu trùng của C. lata dài khoảng 45 milimét (1,8 in).